# Hraboš hospodárný
Hraboš hospodárný (Microtus oeconomus) je hlodavec z čeledi myšovití. Obývá tundru a tajgu celé Holarktidy.
Má krátké uši a krátký ocas. Kůže je žlutohnědá s bledšími stranami a bílou náprsenkou. Jsou asi 18 cm dlouhý, 4 cm měří ocas a váží asi 50 gramů.
Tento druh se vyskytuje ve vlhkých tundrách nebo vlhkých loukách, obvykle u vody. Živí se trávou, oříšky a semeny.

## Poddruhy
- M. o. amakensis – Aljaška, USA
- M. o. arenicola – Nizozemí
- M. o. elymocetes – Aljaška, USA
- M. o. finmarchicus – Norsko
- M. o. innuitus – Aljaška, USA
- M. o. medius – Norsko
- M. o. mehelyi – hraboš panonský; Rakousko, Maďarsko a Slovensko
- M. o. oeconomus – hraboš severní
- M. o. popofensis – Aljaška, USA
- M. o. punakensis – Aljaška, USA
- M. o. sitkensis – Aljaška, USA
- M. o. unalascensis – Aljaška, USA